# Tisanibainepta
Tisanibainepta Logunov, 2020 è un genere di ragni appartenente alla famiglia Salticidae.

## Distribuzione
Le 6 specie sono state reperite in Malaysia (Borneo malese e Malaysia peninsulare) e nelle Filippine (Palawan).

## Tassonomia
Per la descrizione delle caratteristiche di questo genere sono stati esaminati gli esemplari tipo di Tisaniba bijibijan Zhang & Maddison, 2014.
Non sono stati esaminati esemplari di questo genere dal 2020.
Attualmente, a gennaio 2022, si compone di 6 specie:
- Tisanibainepta bijibijan (Zhang & Maddison, 2014)[2] — Malesia (Borneo)
- Tisanibainepta kubah (Zhang & Maddison, 2014) — Malaysia (Borneo)
- Tisanibainepta pahang Logunov, 2020 — Malaysia peninsulare
- Tisanibainepta palawan Logunov, 2020 — Filippine (Palawan)
- Tisanibainepta selasi (Zhang & Maddison, 2014) — Malaysia (Borneo)
- Tisanibainepta silvatica Logunov, 2020 — Filippine (Palawan)